# CJ CGV
CJ CGV (Hangul: CJ CGV (씨제이 씨지브이) ㈜), thuộc tập đoàn CJ Group, là chuỗi rạp chiếu phim đa quốc gia của Hàn Quốc, ngoài thị trường nội địa, CGV còn có các chi nhánh tại Trung Quốc, Indonesia, Myanmar, Thổ Nhĩ Kỳ và Việt Nam. Đây là chuỗi rạp chiếu phim lớn thứ 5 trên toàn thế giới, hiện đang vận hành 3,412 cụm rạp tại 455 địa điểm ở 7 quốc gia khác nhau. Trong đó 1,111 rạp tại 149 địa phương khác nhau của Hàn Quốc. CGV được viết tắt từ 3 chữ cái bắt đầu của các từ: Cultural (văn hóa), Great (tuyệt vời) và Vital (thiết yếu cho cuộc sống).

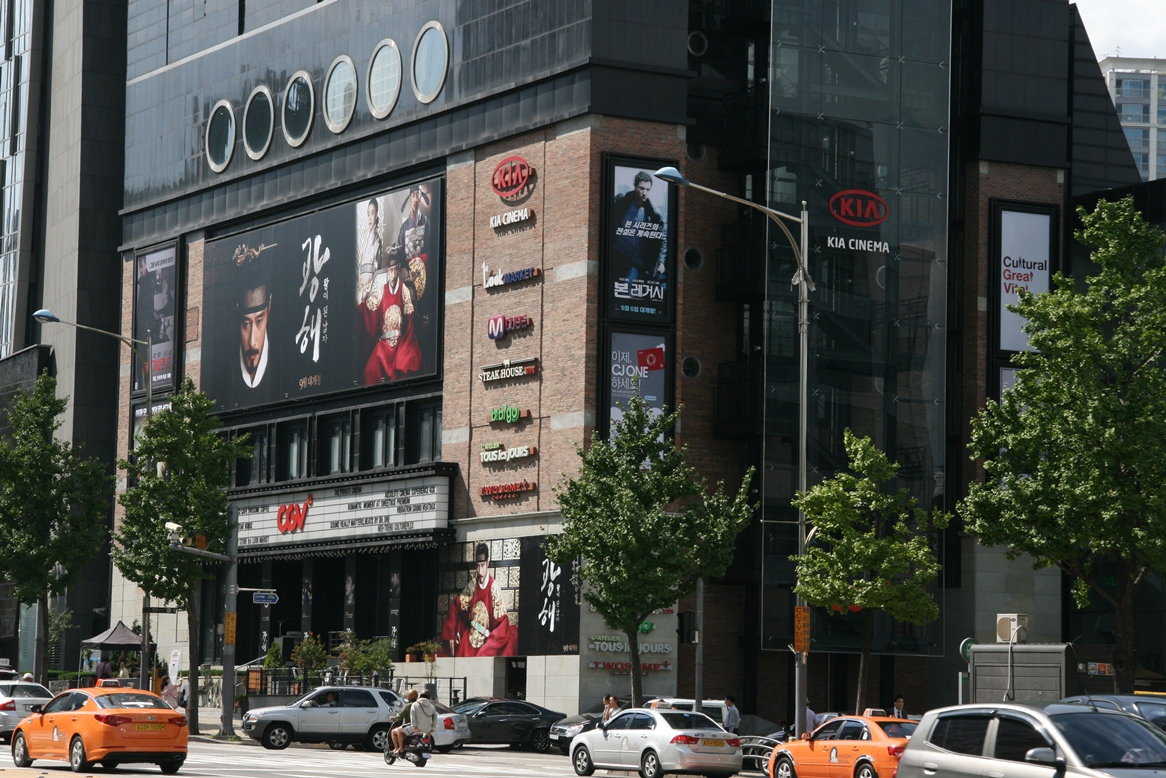
CGV Cheongdam Cine City ở Sinsa-dong, quận Gangnam, Seoul

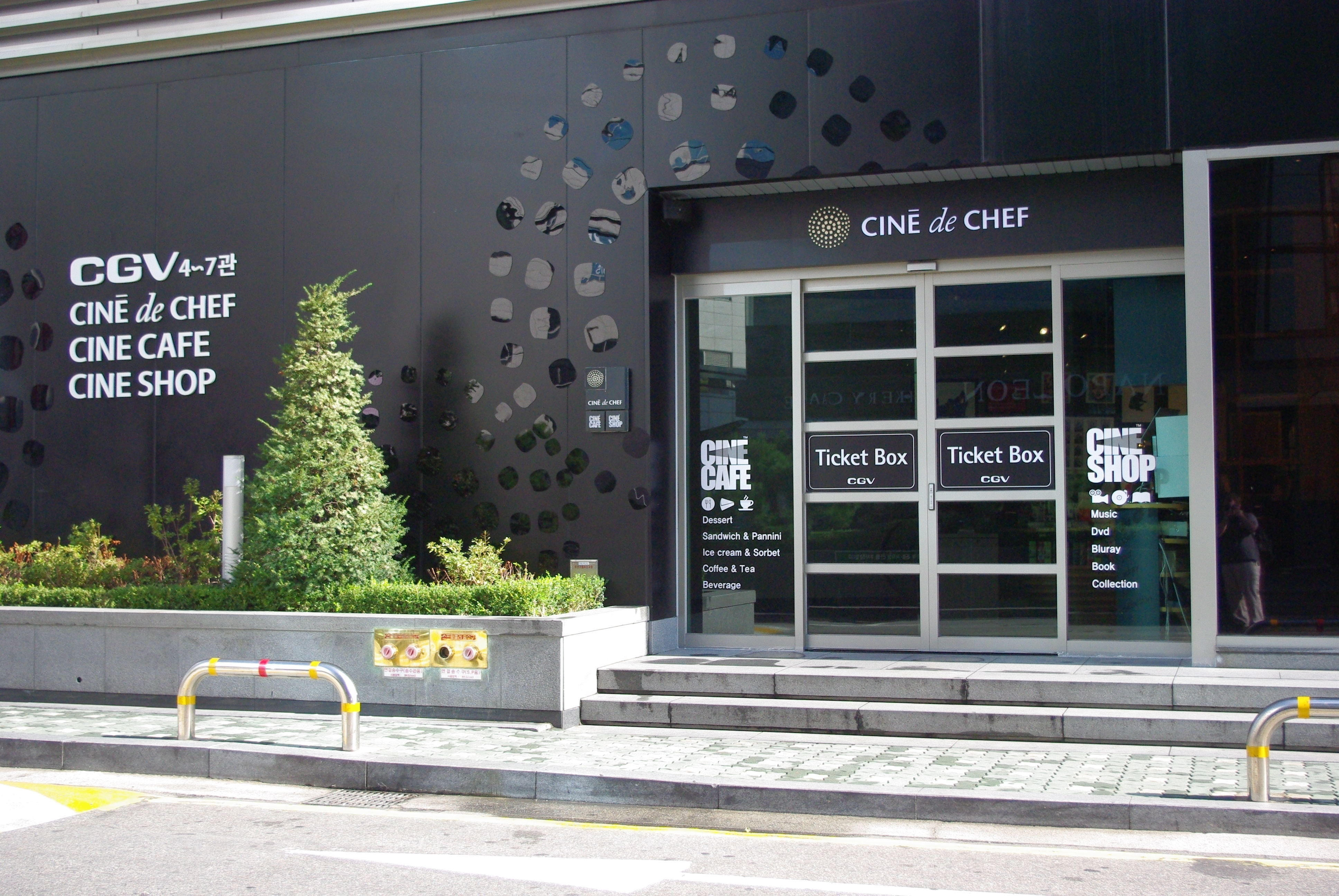
Rạp chiếu phim kiêm nhà hàng CGV CINĒ de CHEF tại Hàn Quốc.

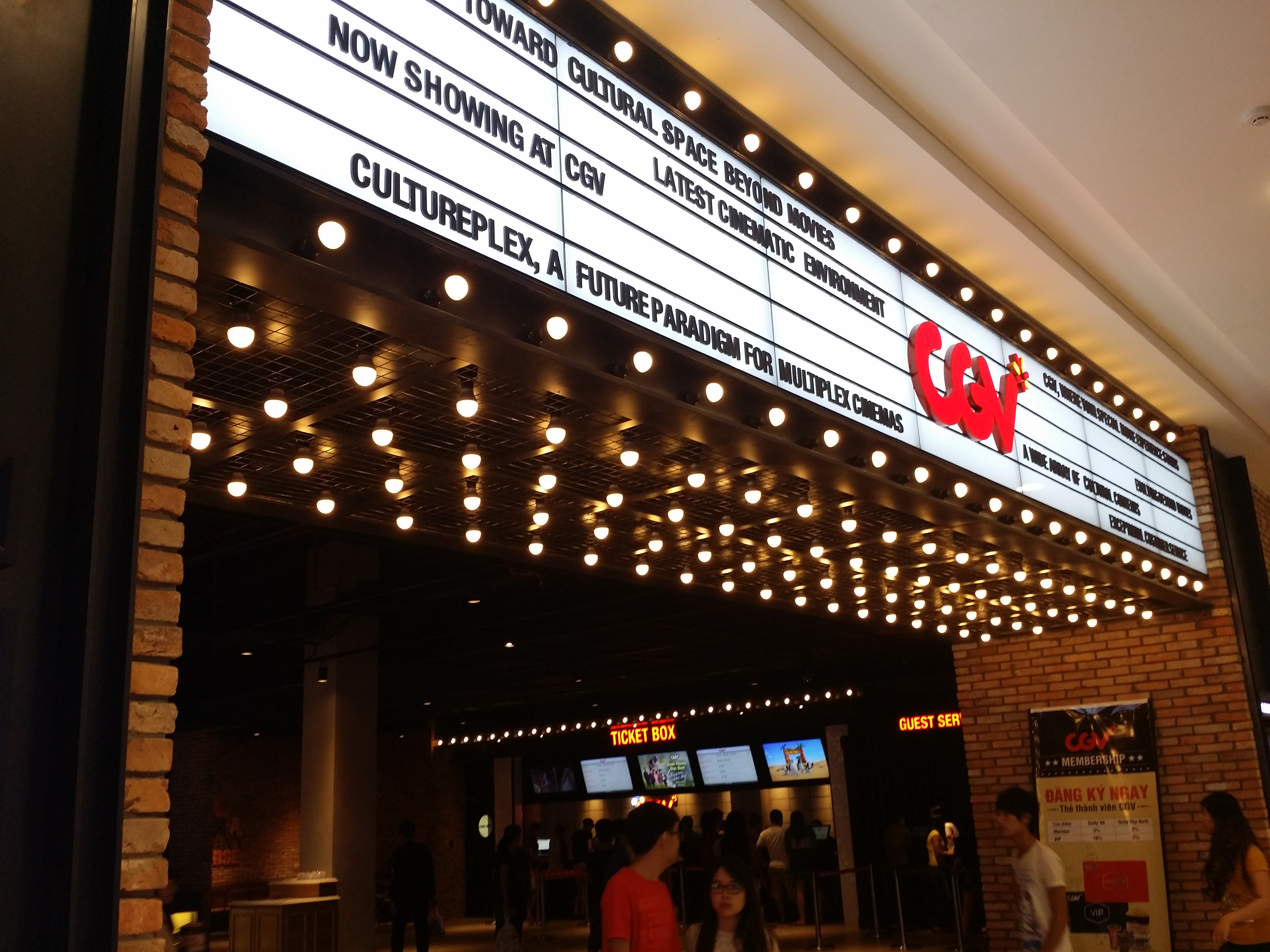
CGV Aeon Canary tại Thuận An, Bình Dương, Việt Nam.

## Lịch sử
CGV ban đầu là một nhóm kinh doanh rạp chiếu phim của CJ CheilJedang vào năm 1995. Hai năm sau, 1998 cụm rạp đầu tiên Gangbyeonkan được khai trương tại trung tâm thương mại Techno Mart. Năm 1999, CJ Entertainment và Village Cinemas cùng nhau thành lập 'CJ Village Co., Ltd.'. Ngày 30 tháng 5 năm 2000, sáp nhập 2 công ty 'CJ Village' và 'CJ Golden Village'. Sau đó vào tháng 3 năm 2001, công ty được đổi tên thành 'CGV Co., Ltd.', và vào tháng 10 năm 2002 được đổi tên lần nữa thành 'CJ CGV Co., Ltd.' và được niêm yết lên sàn chứng khoán năm 2004.
Tháng 9 năm 2004, 'Educore Co., Ltd', công ty điều hành "M Park", một cụm rạp nằm ở Sky City Mall gần Sân bay Quốc tế Gimpo, bị mua lại và hoạt động dưới tên "CGV Cinema Co., Ltd" trước khi được sát nhập hoàn toàn vào CJ CGV Co., Ltd vào tháng 1 năm 2008.
Năm 2003, CGV khai trương cụm rạp CGV Suwon, đánh dấu số lượng phòng chiếu vượt quá 100. Năm 2006, cụm rạp CGV quốc tế đầu tiên được mở ở Trung Quốc. Năm 2010, mở cửa cụm rạp CGV đầu tiên ở Mỹ. Năm 2013, cụm rạp đầu tiên ở Việt Nam.
Tháng 1 năm 2008, sáp nhập với "CGV Cinema Co., Ltd". Tháng 9 năm 2009 sáp nhập với 'CJ Joy Cube Co., Ltd.'. Ngày 21 tháng 6 năm 2013,  mua lại chuỗi rạp chiếu phim Primus. Năm 2015, tên công ty được đổi thành "CJCGV Co., Ltd.".

## Tại thị trường Việt Nam
Vào năm 2011, Công ty CJ-CGV (Hàn Quốc) đã chiếm quyền khống chế tại MegaStar thông qua việc mua lại 92% cổ phần của công ty Envoy Media Partners (EMP). EMP hiện đang nắm 80% vốn góp trong Công ty TNHH Truyền thông MegaStar, đơn vị sở hữu cụm rạp cùng tên. 20% còn lại thuộc quyền nắm giữ của Công ty Văn hóa Phương Nam (Việt Nam). Sau giao dịch trên, EMP trở thành một công ty con trực thuộc CJ-CGV. Tuy đã nắm giữ phần lớn cổ phần của MegaStar nhưng cho tới cuối năm 2013 vừa qua, CJ mới chính thức chuyển đổi thương hiệu MegaStar tại Việt Nam thành CGV. Theo đó, kể từ ngày 15/1/2014, toàn bộ cụm rạp MegaStar tại Việt Nam đã được đổi tên thành CGV.
Thông qua những nỗ lực trong việc xây dựng chương trình Lớp học làm phim TOTO, CGV ArtHouse cùng việc tài trợ cho các hoạt động liên hoan phim lớn trong nước như Liên hoan Phim quốc tế Hà Nội, Liên hoan Phim Việt Nam, CJ CGV Việt Nam mong muốn sẽ khám phá và hỗ trợ phát triển cho các nhà làm phim trẻ tài năng của Việt Nam.
CJ CGV cũng tập trung quan tâm đến đối tượng khán giả ở các khu vực không có điều kiện tiếp cận nhiều với điện ảnh, bằng cách tạo cơ hội để họ có thể thưởng thức những bộ phim chất lượng cao thông qua các chương trình vì cộng đồng như Trăng cười và Điện ảnh cho mọi người.

## Rạp chiếu phim đặc biệt
Hiện tại ở Việt Nam chỉ có các rạp: Goldclass, SweetBox, Starium, IMAX, 4DX, L'amour, Premium, Dolby Atmos, ScreenX, Cine&Suite, Cine&Forest, Cine&Living Room.
- Goldclass: Sử dụng ghế hạng thương gia kèm. Rạp thường có ít ghế và nhỏ hơn so với rạp thông thường.[9]
- L’amour/Tempur: Rạp chiếu phim giường nằm.[9]
- SweetBox: Ghế đôi, riêng tư và kín đáo, chỗ ngồi rộng và thoải mái.
- Premium: Sử dụng loại ghế bọc da cao cấp, có thể tùy ý di chuyển.
- IMAX: Rạp sử dụng công nghệ IMAX với màn hình cực đại và máy chiếu đôi giúp tăng độ sáng màn hình.
- 4DX : Rạp chiếu phim thỏa mãn năm giác quan, nhiều hiệu ứng môi trường khác nhau như gió, ánh sáng, sương mù, mùi hương và rung động cùng với ghế chuyển động xoay, rung lắc, nâng di chuyển theo các cảnh trong phim.
- Starium: Màn chiếu cực đại, sử dụng hệ thống máy chiếu Laser RBG và hệ thống âm thanh Dolby Atmos.[10]
- Dolby Atmos: Rạp chiếu sử dụng hệ thống âm thanh Dolby Atmos với 64 loa độc lập khác nhau, bao gồm cả trên trần.
- ScreenX: Rạp chiếu sử dụng 28 máy chiếu, với góc chiếu lên tới 270 độ mở rộng từ màn hình chính trải dài sang hai bên tường
- Cine&Forest: Rạp chiếu lấy cảm hứng từ rừng rậm, sử dụng ghế "bean bag" và giường nằm.
- Cine&Suite: Rạp chiếu phim sang trọng sử dụng ghế bọc da.
- Cine&Living Room: Rạp chiếu phim lấy cảm hứng từ phòng khách, sử dụng ghế sofa.
- ULTRA 4DX (4DX Screen): 4DX và ScreenX (Ra mắt tại Việt Nam vào cuối năm 2023) [11]

Những loại rạp không có ở Việt Nam
- Cine de Chef: Rạp chiếu phim đặc biệt kết hợp giữa rạp chiếu phim và nhà hàng.
- SoundX: Sử dụng âm thanh lập thể 3D
- SphereX: Ghế nằm, màn hình đặt ở cao và được ráp nghiêng góc với khán giả, góc chiếu cũng được mở rộng sang hai bên tường.
- VEATBOX: Sử dụng ghế ngồi chuyển động của âm thanh.
- BEATS by DR.DRE: Sử dụng Âm Thanh của tai nghe cao cấp của DRE.

## Cụm rạp
CGV mở rạp chiếu phim sang trọng đầu tiên tại Hàn Quốc, Gold Class, với ghế sofa và dịch vụ; cùng với Cine de Chef, rạp chiếu phim cao cấp với món ăn ngon ở Apgujeong-dong, Seoul. Tiếp theo đó là CGV Art Hall, phòng hòa nhạc với 500 ghế ngồi, ở quận Yeongdeungpo cho các buổi hòa nhạc, nhạc kịch và các chương trình truyền hình ngoài lề phim. Sang đến năm 2003, CGV đã chính thức sử dụng dịch vụ thành viên Member Cardion và đào tạo dịch vụ bán vé ticket box.
Từ năm 2009, với việc xây dựng rạp chiếu phim kĩ thuật số, CGV bắt đầu chiếu những nội dung khác nhau như bóng chày, Nhật Bản K-1, hòa nhạc và chương trình Opera. Trong 2010 FIFA World Cup, nơi đây được đánh dấu như địa điểm cổ vũ trận đấu với số lượng màn hình 2D/3D lớn nhất.
Năm 2011, CGV Chungdam Cine City, với ý tưởng về sự sang trọng của cuộc sống, đã mở cửa. Đây là thương hiệu riêng của CJ cũng như The First Look Market điều hành bởi Oshopping và Vips, Bibigo, Twosome điều hành bởi Foodville.
‘Movie Collage’ là rạp chiếu phim độc lập đầu tiên ở Hàn Quốc điều hành bởi CGV cho phim độc quyền.
Kể từ tháng 1 năm 2022, CGV hiện đang vận hành:
- Hàn Quốc: 111 cụm rạp quản lí trực tiếp và 58 cụm rạp nhượng quyền
- Trung Quốc: 63 cụm rạp
- Việt Nam: 84 cụm rạp
- Indonesia: 19 cụm rạp
- Myanmar: 4 cụm rạp
- Hoa Kỳ: 2 cụm rạp

### Việt Nam
Tại Việt Nam, tính đến tháng 2 năm 2025, CGV hiện đang sở hữu 83 cụm rạp, với tổng 478 phòng chiếu. Trong đó, 6 phòng chiếu IMAX, 5 phòng chiếu Starium, 4 phòng chiếu 4DX, 13 phòng chiếu Goldclass, 7 phòng chiếu L'amour, 1 phòng chiếu Premium, 2 phòng chiếu ScreenX, 2 phòng chiếu Cine & Forêst, 1 phòng chiếu Cine & Livingroom, 17 phòng chiếu Cine & Suite.
Cụm rạp: Liberty Citypoint, Parkson Đồng Khởi, Vincom Đồng Khởi, Vincom Landmark 81. Có mức vé cao hơn bình thường.
Do đại dịch Covid-19, đã có 5 cụm rạp đóng cửa gồm: CGV IMC Trần Quang Khải (TPHCM), CGV Empire Bình Dương (Bình Dương), CGV Artemis Hà Nội (Hà Nội), CGV Marine Plaza (Quảng Ninh), CGV Thùy Dương Plaza (Hải Phòng).
| Địa phương            | Số lượng | Tên gọi |
| --------------------- | -------- | --- |
| Thành phố Hồ Chí Minh | 21       | Aeon Bình Tân / Aeon Tân Phú / Crescent Mall / CT Plaza / Giga Mall Thủ Đức / Hoàng Văn Thụ / Hùng Vương Plaza / Liberty Citypoint / Lý Chính Thắng / Pandora City / Parkson Đồng Khởi / Pearl Plaza / Saigonres Nguyễn Xí / Satra Củ Chi / Sư Vạn Hạnh / Thảo Điền Pearl / Vincom Landmark 81 / Vincom Đồng Khởi / Vincom Gò Vấp / Vincom Thủ Đức / Vivo City                                                                                    |
| Hà Nội                | 22       | Aeon Hà Đông / Aeon Long Biên / Hà Nội Centerpoint / Hồ Gươm Plaza / Indochina Plaza Hà Nội / Mac Plaza / / Rice City / Sun Grand Thụy Khuê / Sun Grand Lương Yên / Tràng Tiền Plaza / Trương Định Plaza / Vincom Bắc Từ Liêm / Vincom Center Bà Triệu / Vincom Long Biên / Vincom Metropolis / Vincom Nguyễn Chí Thanh / Vincom Ocean Park / Vincom Royal City / Vincom Skylake Phạm Hùng / Vincom Times City / Vincom Trần Duy Hưng / Xuân Diệu |
| Bình Dương            | 2        | Aeon Canary / Bình Dương Square |
| Bình Định             | 1        | Kim Cúc Plaza |
| Cần Thơ               | 3        | Sense City / Vincom Hùng Vương / Vincom Xuân Khánh |
| Đà Nẵng               | 2        | Vincom Đà Nẵng / Vĩnh Trung Plaza |
| Đắk Lắk               | 1        | Buôn Mê Thuật |
| Đồng Nai              | 2        | Big C Đồng Nai / Coopmart Biên Hòa |
| Đồng Tháp             | 1        | Vincom Cao Lãnh |
| Hà Tĩnh               | 1        | Vincom Hà Tĩnh |
| Hải Phòng             | 2        | Aeon Hải Phòng / Vincom Hải Phòng |
| Hậu Giang             | 1        | Vincom Vị Thanh |
| Hưng Yên              | 1        | Ecopark Hưng Yên |
| Kiên Giang            | 1        | Vincom Rạch Giá |
| Kon Tum               | 1        | Vincom Kon Tum |
| Khánh Hòa             | 1        | GO! Nha Trang |
| Lạng Sơn              | 1        | Vincom Lạng Sơn |
| Nghệ An               | 1        | Vinh Centre |
| Phú Thọ               | 1        | Happyland Việt Trì |
| Phú Yên               | 1        | Vincom Phú Yên |
| Quảng Ninh            | 3        | Vincom Cẩm Phả / Vincom Hạ Long / Vincom Móng Cái |
| Quảng Ngãi            | 1        | Vincom Quảng Ngãi |
| Sóc Trăng             | 1        | Vincom Sóc Trăng |
| Sơn La                | 1        | Vincom Sơn La |
| Tây Ninh              | 1        | Vincom Tây Ninh |
| Tiền Giang            | 2        | GO! Mỹ Tho / Vincom Mỹ Tho |
| Thái Nguyên           | 1        | Vincom Thái Nguyên |
| Trà Vinh              | 1        | Vincom Trà Vinh |
| Vĩnh Long             | 1        | Vincom Vĩnh Long |
| Vũng Tàu              | 2        | Lam Sơn Square / Lapen Center Vũng Tàu |
| Yên Bái               | 1        | Vincom Yên Bái |
| Tổng                  | 84       | 31 Tỉnh thành |

## Sự kiện
- 2004: Rạp phim Sangam CGV Multiplex ở World Cup Mall, Seoul World Cup Stadium ở Seongsan-dong được sử dụng làm địa điểm quay phim cho Lovers in Paris của Seoul Broadcasting System (SBS). Nơi đây được sử dụng như rạp chiếu phim CSV của Baek Seung-kyung, vợ cũ của Ki-joo, chơi với Park Shin-yang, cũng như nơi Tae-young, chơi với Kim Jung-eun, làm việc và có bữa tiệc Pajama ở đó.[12]
- 5 tháng 3 năm 2012: Shinhwa trở lại mở họp báo sau 4 năm vắng bóng, nơi mà họ chuẩn bị việc thực hiện nghĩa vụ quân sự, được tổ chức tại CGV Cheongdam-dong, đó cũng là nơi Mnet Media phát sóng trực tiếp cho hơn 200 quốc gia.[13][14][15]
- 30 tháng 4 năm 2012: Lễ ra mắt bộ phim I AM. - SM Town Live World Tour tại Madison Square Garden, ra mắt ngày 10 tháng 5, bởi các nghệ sĩ SM Town tại CGV Yeongdeungpo-gu.[16]

## Công nhận
- Thành tựu toàn cầu hóa - CinemaCon 2011: CGV nhận được giải thưởng ‘Thành tựu toàn cầu hóa’ vì sự nỗ lực trong lĩnh vực kinh doanh rạp chiếu phim Hàn Quốc và thương mại hóa hệ thống 4D đầu tiên trên thế giới.
- Năm 2012, CNN liệt kê 4DX và Cine de Chef vào danh sách "Phim chiếu rạp: Top 10 xuất sắc nhất thế giới".[17]